# Whale
I Whale sono stati un gruppo musicale svedese, attivo negli anni '90.

## Formazione
- Cia Berg
- Henrik Schyffert
- Gorgon Cyrus
- Jorgen Wall
- Jon Jefferson Klingberg
- Heikki Kiviaho

## Discografia

### Album
- 1995 - We Care
- 1998 - All Disco Dance Must End in Broken Bones

Singoli
- 1994 - Hobo Humpin' Slobo Babe
- 1995 - Pay for Me
- 1995 - I'll Do Ya
- 1995 - Kickin' (feat. Tricky)
- 1997 - Heavy Stick
- 1998 - Four Big Speakers (feat. Bus75)
- 1998 - Crying at Airports (feat. Bus75)
- 1999 - Deliver the Juice